# Pentatlo moderno nos Jogos Pan-Americanos de 2019 - Individual masculino
A competição masculina do pentatlo moderno nos Jogos Pan-Americanos de 2019 foi disputada em 26 e 28 de julho de 2019 na Escola Militar de Chorrillos, em Lima, com 32 atletas. 

## Calendário
| Data        | Hora  | Fase                          |
| ----------- | ----- | ----------------------------- |
| 26 de julho | 12:00 | Esgrima                       |
| 28 de julho | 11:00 | Natação                       |
| 28 de julho | 12:15 | Esgrima (bonificação)         |
| 28 de julho | 13:45 | Hipismo                       |
| 28 de julho | 15:30 | Evento combinado tiro/corrida |

## Medalhistas
| Ouro   | GUA Charles Wanke     |
| Prata  | CHI Esteban Rodríguez |
| Bronze | ARG Sergio Villamayor |

## Resultados
| Pos.              | Atleta                | Nacionalidade            | Natação Tempo(pts) | Esgrima Vitórias(pts) | Hipismo Tempo(pts) | Combinação Tempo(pts) | Pontos |
| ----------------- | --------------------- | ------------------------ | ------------------ | --------------------- | ------------------ | --------------------- | ------ |
| Medalha de ouro   | Charles Wanke         | GUA Guatemala            | 2:02.40 (306)      | 21 + 0 (243)          | 73.61 (291)        | 10:48.00 (652)        | 1492   |
| Medalha de prata  | Esteban Rodríguez     | CHI Chile                | 2:09.38 (292)      | 22 + 0 (250)          | 66.30 (300)        | 11:00.00 (640)        | 1482   |
| Medalha de bronze | Sergio Villamayor     | ARG Argentina            | 2:14.82 (281)      | 22 + 0 (250)          | 73.28 (284)        | 10:56.00 (644)        | 1459   |
| 4                 | Lester Rosario        | CUB Cuba                 | 2:04.66 (301)      | 19 + 0 (229)          | 69.63 (279)        | 10:58.00 (642)        | 1451   |
| 5                 | Amro El-Geziry        | USA Estados Unidos       | 1:58.02 (314)      | 21 + 1 (234)          | 75.80 (289)        | 11:31.00 (609)        | 1446   |
| 6                 | José Ricardo Figueroa | CUB Cuba                 | 2:14.73 (281)      | 19 + 2 (231)          | 70.23 (293)        | 11:13.00 (627)        | 1432   |
| 7                 | Felipe Nascimento     | BRA Brasil               | 2:06.60 (297)      | 20 + 0 (236)          | 67.80 (279)        | 11:24.00 (616)        | 1428   |
| 8                 | Duilio González       | MEX México               | 2:10.39 (290)      | 19 + 0 (219)          | 79.07 (278)        | 11:12.00 (628)        | 1415   |
| 9                 | Leandro Nicolas Silva | ARG Argentina            | 2:03.98 (303)      | 17 + 1 (216)          | 74.90 (287)        | 11:32.00 (608)        | 1414   |
| 10                | Emmanuel Zapata       | ARG Argentina            | 2:09.52 (291)      | 19 + 0 (229)          | 96.70 (258)        | 11:06.00 (634)        | 1412   |
| 11                | Peter Stevens         | CAN Canadá               | 2:08.42 (294)      | 16 + 2 (210)          | 69.33 (293)        | 11:29.00 (611)        | 1408   |
| 12                | Danilo Fagundes       | BRA Brasil               | 2:09.78 (291)      | 19 + 1 (230)          | 91.90 (253)        | 11:22.00 (618)        | 1392   |
| 13                | Benjamín Jaque        | CHI Chile                | 2:13.64 (283)      | 15 + 0 (201)          | 65.82 (279)        | 11:19.00 (621)        | 1384   |
| 14                | José Huerta           | MEX México               | 2:06.05 (298)      | 16 + 0 (208)          | 75.05 (268)        | 11:48.00 (592)        | 1366   |
| 15                | Joel Riker-Fox        | CAN Canadá               | 2:16.06 (278)      | 12 + 0 (180)          | 86.84 (268)        | 11:53.00 (587)        | 1313   |
| 16                | Engelberth Sequera    | VEN Venezuela            | 2:15.68 (279)      | 15 + 1 (202)          | 110.84 (224)       | 12:36.00 (544)        | 1249   |
| 17                | Jesús Sthenchs        | BOL Bolívia              | 2:22.70 (265)      | 12 + 0 (180)          | 83.13 (267)        | 12:50.00 (530)        | 1242   |
| 18                | Joaquín Musto         | URU Uruguai              | 2:23.11 (264)      | 13 + 2 (189)          | 79.72 (278)        | 13:22.00 (498)        | 1229   |
| 19                | Juan Carlos Montero   | PER Peru                 | 2:40.30 (230)      | 4 + 2 (126)           | 68.77 (286)        | 12:19.00 (561)        | 1203   |
| 20                | Jorge Cabrera         | GUA Guatemala            | 2:09.43 (292)      | 20 + 6 (242)          | EL                 | 11:19.00 (621)        | 1155   |
| 21                | Samuel Smith          | PAN Panamá               | 2:25.29 (260)      | 8 + 0 (152)           | 86.97 (257)        | 13:48.00 (472)        | 1141   |
| 22                | Nelson Robles         | ECU Equador              | 2:06.50 (297)      | 21 + 0 (243)          | EL                 | 11:43.00 (597)        | 1137   |
| 23                | Brendan Anderson      | USA Estados Unidos       | 2:09.75 (291)      | 17 + 1 (216)          | EL                 | 11:25.00 (615)        | 1122   |
| 24                | Manuel Lazcano        | MEX México               | 2:12.49 (286)      | 17 + 2 (217)          | EL                 | 11:38.00 (602)        | 1105   |
| 25                | Andrés Robles         | ECU Equador              | 2:04.86 (301)      | 12 + 2 (182)          | DNS                | 11:39.00 (601)        | 1084   |
| 26                | Luis Matallan         | COL Colômbia             | 2:34.94 (241)      | 8 + 0 (152)           | 81.01 (252)        | 14:34.00 (426)        | 1071   |
| 27                | Gabriel Bido          | DOM República Dominicana | 2:17.79 (275)      | 9 + 0 (159)           | EL                 | 11:17.00 (623)        | 1057   |
| 28                | Jair Reategui         | PER Peru                 | 2:27.47 (256)      | 9 + 0 (159)           | EL                 | 11:53.00 (587)        | 1002   |
| 29                | Bryan Aranda          | URU Uruguai              | 2:22.30 (266)      | 8 + 5 (157)           | EL                 | 12:40.00 (540)        | 963    |
| 30                | Brayan Almonte        | DOM República Dominicana | 2:45.41 (220)      | 8 + 1 (153)           | EL                 | 12:17.00 (563)        | 936    |
| 31                | Said Cerrogrande      | BOL Bolívia              | 2:36.04 (238)      | 7 + 0 (145)           | EL                 | 12:43.00 (537)        | 920    |
| 32                | Berengerth Sequera    | VEN Venezuela            | 2:08.58 (293)      | 19 + 2 (231)          | EL                 | DNS                   | 524    |